# Persone di cognome Robert
| Questa pagina contiene informazioni ricavate automaticamente dalle voci biografiche con l'ausilio del template Bio e di un bot. L'aggiornamento è periodico e automatico e ricostruisce completamente la pagina. Se manca una persona in questa lista, sei pregato di non aggiungerla, ma accertati piuttosto che la sua voce biografica contenga il template Bio e che i dati anagrafici siano correttamente compilati. Se il template Bio manca, inseriscilo tu stesso o, in alternativa, metti l'avviso {{tmp\|Bio}} che ne segnala la mancanza. Se i dati riportati sono sbagliati, correggi direttamente la voce biografica; le modifiche saranno visibili in questa lista entro pochi giorni. Per chiarimenti vedi il progetto biografie. La lista contiene solo le 46 persone che sono citate nell'enciclopedia e per le quali è stato implementato correttamente il template Bio. Pagina aggiornata al 22 ott 2022. |

Questa è una lista di persone presenti nell'enciclopedia che hanno il cognome Robert, suddivise per attività principale.

## Ammiragli(1)
- Georges Robert, ammiraglio francese (Courseulles-sur-Mer, n.1875 - Parigi, † 1965)

## Arrampicatori(1)
- Alain Robert, arrampicatore francese (Digoin, n.1962)

## Artigiani(1)
- Émile Robert, artigiano francese (Mehun-sur-Yèvre, n.1860 - Enghien-les-Bains, † 1924)

## Attori(3)
- Alfredo Robert, attore, regista e produttore cinematografico italiano (Fucecchio, n.1877 - Bologna, † 1964)
- Dylan Robert, attore francese (Marsiglia, n.2000)
- Yves Robert, attore, sceneggiatore e regista francese (Saumur, n.1920 - Parigi, † 2002)

## Biatleti(1)
- Julien Robert, biatleta francese (Grenoble, n.1974)

## Bobbisti(1)
- Max Robert, bobbista francese (Nantes, n.1967)

## Calciatori(6)
- Bertrand Robert, calciatore francese (Saint-Benoît, n.1983)
- Christophe Robert, ex calciatore francese (Montpon-Ménestérol, n.1964)
- Fabien Robert, calciatore francese (Hennebont, n.1989)
- Faustine Robert, calciatrice francese (Sète, n.1994)
- Garry Robert, calciatore seychellese (n.1973)
- Laurent Robert, ex calciatore francese (Saint-Benoît, n.1975)

## Cantanti(1)
- Alan Robert, cantante, bassista e fumettista statunitense (Brooklyn, n.1962)

## Cardinali(1)
- Ademaro Robert, cardinale francese (Castello di Ligneyrac - Avignone, † 1352)

## Cestisti(1)
- Nicole Robert, ex cestista francese (Tangeri, n.1939)

## Critici letterari(1)
- Marthe Robert, critica letteraria, saggista e traduttrice francese (Parigi, n.1914 - Parigi, † 1996)

## Filologi classici(1)
- Carl Robert, filologo classico e archeologo tedesco (Marburgo, n.1850 - Halle an der Saale, † 1922)

## Fotografi(1)
- René Robert, fotografo svizzero (Friburgo, n.1936 - Parigi, † 2022)

## Giornalisti(1)
- Anne-Cécile Robert, giornalista, scrittrice e insegnante francese

## Ingegneri(2)
- Giovanni Robert, ingegnere italiano (Sulmona, n.1907 - Roma, † 1993)
- Roger Robert, ingegnere francese (Allichamps, n.1899 - Nizza, † 1956)

## Inventori(1)
- Louis Nicolas Robert, inventore francese (Parigi, n.1761 - Vernouillet, † 1828)

## Musicisti(1)
- Pierre Robert, musicista e compositore francese (Louvres - Parigi, † 1699)

## Pedagogisti(1)
- Pietro Olivetano, pedagogo e teologo francese (Noyon - Roma, † 1538)

## Piloti motociclistici(1)
- Joël Robert, pilota motociclistico belga (Châtelet, n.1943 - Lodelinsart, † 2021)

## Pittori(7)
- Aurèle Robert, pittore svizzero (Les Éplatures, n.1805 - Bienne, † 1871)
- Hubert Robert, pittore francese (Parigi, n.1733 - Parigi, † 1808)
- Philippe Robert, pittore e naturalista svizzero (Bienne, n.1881 - Meienried, † 1930)
- Louis Léopold Robert, pittore svizzero (La Chaux-de-Fonds, n.1794 - Venezia, † 1835)
- Léo-Paul Robert, pittore svizzero (Bienne, n.1851 - Orvin, † 1923)
- Paul-André Robert, pittore e naturalista svizzero (Bienne, n.1901 - Orvin, † 1977)
- Théophile Robert, pittore svizzero (Bienne, n.1879 - Neuchâtel, † 1954)

## Politici(1)
- Didier Robert, politico francese (Saint-Pierre, n.1964)

## Presbiteri(1)
- Claude Robert, presbitero e storico francese (Chesley, n.1564 - Chalon-sur-Saône, † 1637)

## Profumieri(1)
- Henri Robert, profumiere francese (Grasse, n.1899 - Mougins, † 1987)

## Schermidori(1)
- Paul Robert, schermidore svizzero

## Sciatori alpini(2)
- Jonathan Robert, ex sciatore alpino canadese (n.1986)
- Nathalie Robert, ex sciatrice alpina francese (n.1977)

## Scultori(1)
- Ipoustéguy, scultore, pittore e disegnatore francese (Dun-sur-Meuse, n.1920 - Doulcon, † 2006)

## Storici(2)
- Adolphe Robert, storico e biografo francese (Melun, n.1833 - Parigi, † 1899)
- Louis Robert, storico e epigrafista francese (Laurière, n.1904 - Parigi, † 1985)

## Tastieristi(1)
- Greg Robert, tastierista, cantante e polistrumentista statunitense (Baton Rouge, n.1951)

## Tennisti(1)
- Stéphane Robert, tennista e allenatore di tennis francese (Montargis, n.1980)

## Velisti(1)
- Henrik Robert, velista norvegese (Hurum, n.1887 - Asker, † 1971)